# 俄羅斯茶文化
俄羅斯茶文化最早紀載起源於17世紀，如今茶是是俄羅斯的國民飲料 ，也俄羅斯文化重要的一環。俄羅斯人在飯後佐以甜點飲用茶。俄羅斯茶文化還有特殊的茶炊設備，即茶炊 ，它已成為熱情好客和舒適的象徵。

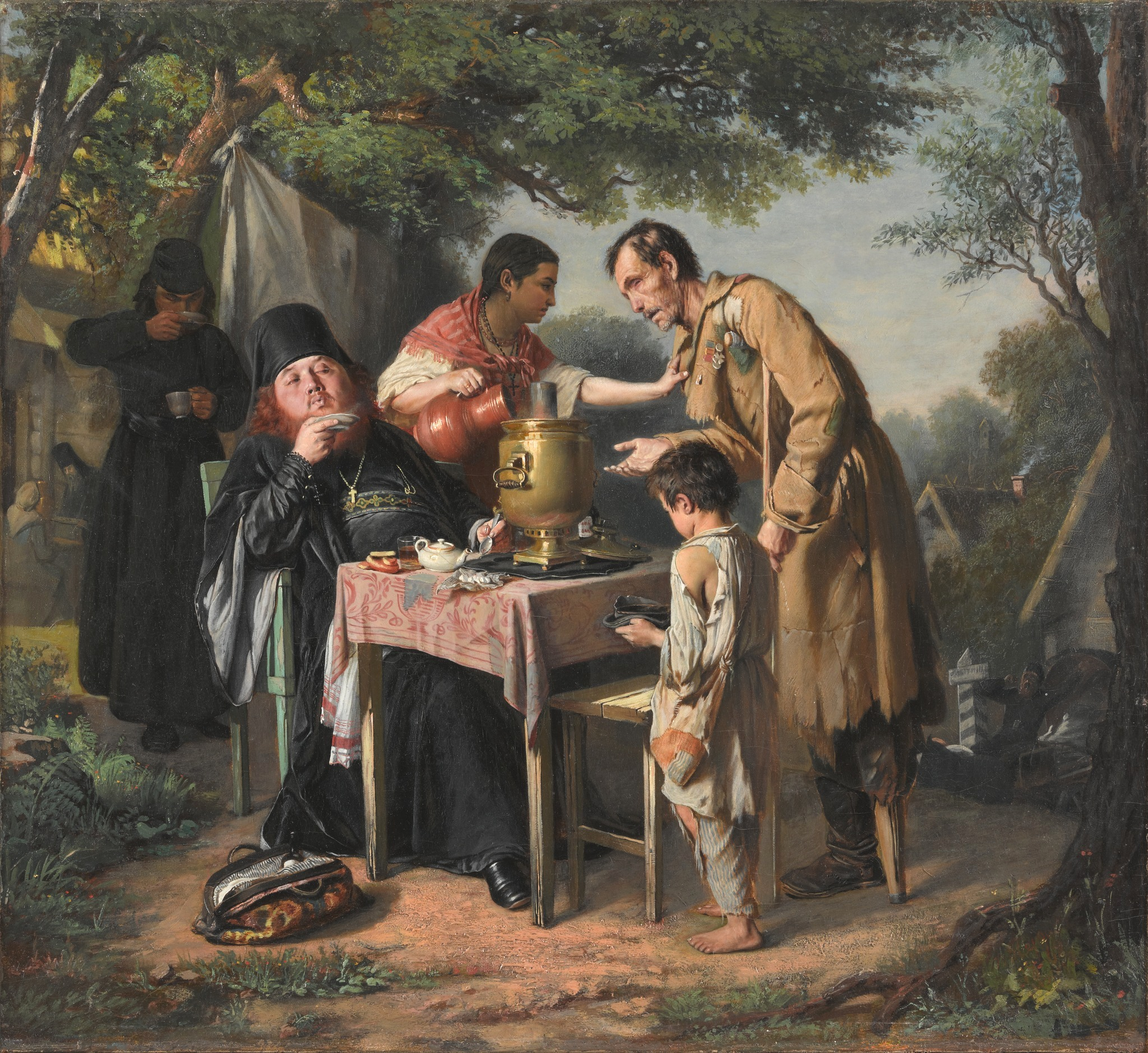

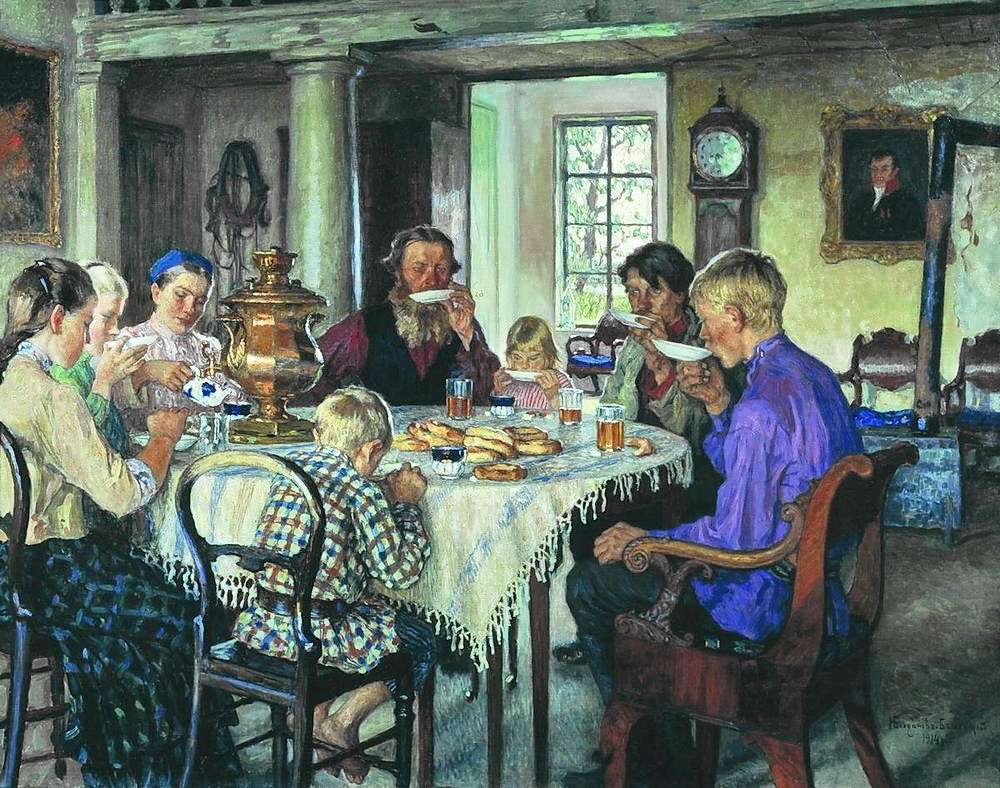

## 歷史
俄語中的「Чай」一詞在17世紀的俄文醫學文獻中首次出現，當時茶被認為是防腐劑。隨後受法國文化影響，茶開始在俄羅斯的上層階級流行，主要是作為幫助康復用的飲料，但很快就成為只是為了消遣的飲料。到十七世紀中葉，因在1679年與中國簽訂定期的茶葉貿易，從中國輸入的茶葉大多都先運到了莫斯科，當時作為一種奢侈品出售。到了18世紀，隨著中俄貿易茶貿易擴大，使得茶價格降低，讓中下階層的俄羅斯人也能消費。現今俄羅斯主要的茶葉生產在索契附近地區。 